# 半扭蚶
是魁蛤目魁蛤科扭魁蛤属的一种。主要分布于新加坡、中国大陆、台湾，常栖息在潮下带24－30米。